# Namtar
Namtar (podle jiných překladů Namtaru nebo Namtara) byl podle mezopotámské mytologie pekelným bohem, bohem smrti, poslem An, Ereškigala a Nergala.
Byl obecně obviňován z odpovědnosti za nemoci a pohromy. Byl vládcem šedesáti druhů nemocí, představovaných démony, kteří pronikali do různých částí lidského těla; lidé se snažili chránit před nemocemi obětováním Namtarovi. Existují teorie, že Asyřané a Babyloňané po dobytí Sumeru převzali tyto aspekty víry - byly pro ně velmi důležité, protože se podle nich jednalo o ducha osudu. Ten byl oslavován jako milovaný syn Baala. Byl v podstatě konečným vykonavatelem instrukcí ohledně osudů lidí a asi měl i moc nad některými jinými bohy. Často vystupoval jako personifikace smrti - podoba se Smrtkou z českých pohádek.

## Mýty
- Ereškigal a Nergal (též Nergal a Ereškigal)
- Epos o Gilgamešovi
- Inin v podsvětí